# Diploglossus monotropis
Diploglossus monotropis là một loài thằn lằn trong họ Anguidae. Loài này được Kuhl mô tả khoa học đầu tiên năm 1820.